# دانيال كي. ويبستر
دانيال كي. ويبستر هو سياسي أمريكي، ولد في 2 أبريل 1964. نشط حزبياً في الحزب الجمهوري. وقد انتخب عضو مجلس نواب ماساتشوستس ‏.